# Schildzecken
Die Schildzecken (Ixodidae) gehören zu den Milben. Sie zeichnen sich durch eine lederartig dehnbare Haut aus und sind temporäre Ektoparasiten.
Gegenüber den Lederzecken unterscheiden sie sich in einer Reihe von gut abgrenzbaren Merkmalen.
Sie besitzen eine harte Außenhaut und einen am Bruststück sitzenden besonders verstärkten Hautbereich, den Schild (Scutum). Bei Männchen kann er die ganze Zecke bedecken, bei Weibchen ist er oft nur klein und unscheinbar ausgebildet. Von diesem Merkmal leitet sich auch der Name der Familie ab.

## Verbreitung
Schildzecken kommen weltweit vor und sind auch in Mitteleuropa die am weitesten verbreitete Zeckenfamilie. Sie halten sich vermehrt im Freien, besonders in Wiesen mit hohem Grasbestand auf. Daher suchen sie helle feuchte Plätze auf, um sich durch direkten Kontakt an den Wirt zu heften.

## Lebensweise
Der bekannteste europäische Vertreter ist der Gemeine Holzbock (Ixodes ricinus). Bei der Wirtswahl sind Zecken nicht auf einen speziellen Wirt beschränkt, sondern können alle Wirbeltiere (Reptilien, Vögel, Säugetiere) befallen. Der Grund dafür ist die Tatsache, dass Zecken sich vornehmlich von Proteinen, wie Hämoglobin, Albumin, Globulin und Lipiden wie Cholesterin ernähren, die bei allen Wirbeltieren ähnlich sind. Manche Arten benötigen nur einen Wirt, während andere bis zu drei Wirtswechsel in ihrer Entwicklung durchmachen. Bei manchen Ixodes-Arten sind die ausgewachsenen Männchen nicht mehr auf eine Blutmahlzeit angewiesen.

## Schildzecken als Krankheitsüberträger
Als Blutsauger können Schildzecken auch diverse Krankheiten übertragen, siehe ausführlicher unter Zecken bzw. Zeckenstich.
Schildzecken der Gattung Hyalomma sind vor allem Parasiten von Huftieren. Sie übertragen u. a. das von einem Virus ausgelöste, hämorrhagische Krim-Kongo-Fieber (CCHF), welches große Epidemien unter Menschen und Huftieren verursachen kann.
Die Holzböcke übertragen vor allem Borreliose, seltener Babesiose und FSME. Die in den wärmeren Gebieten Europas häufige, in Deutschland jedoch nur in wärmeren Gegenden wie dem Oberrheingraben vorkommende Schafzecke (Dermacentor marginatus) überträgt Q-Fieber, Tularämie, Hundebabesiose, das Rocky-Mountain-Fleckfieber und Rinderanaplasmose. Die Schafzecke fällt durch eine bunt schillernde, emailartige Färbung auf.
Die Lone-Star-Zecke (Amblyomma americanum) kommt vor allem in naturbelassenen, feuchten Wäldern im Osten der USA vor, das Verbreitungsgebiet reicht von der Atlantikküste bis Texas und den nördlich davon gelegenen Bundesstaaten im Westen, erreicht im Norden Kanada und umfasst im Süden Mexiko und Guatemala. Sie überträgt das Rocky-Mountain-Fleckfieber, die Hundebabesiose und die Lyme-Borreliose und gilt als Auslöser des Alpha-Gal-Syndroms und der Southern tick-associated rash illness (STARI), einer in den Symptomen der Lyme-Borreliose ähnelnden Erkrankung.

## Gattungen und Arten
Die Schildzecken sind in 14 Gattungen mit über 700 Arten aufgeteilt:
- Amblyomma (130 Arten)
- Anomalohimalaya (3 Arten)
- Bothriocroton (7 Arten)
- Cosmiomma (1 Art)
- Cornupalpatum (1 Art)
- Compluriscutula (1 Art)
- Dermacentor (Buntzecken) (34 Arten)
- Haemaphysalis (166 Arten)
- Hyalomma (27 Arten)
- Ixodes (243 Arten)
- Margaropus (3 Arten)
- Nosomma (2 Arten)
- Rhipicentor (2 Arten)
- Rhipicephalus (82 Arten)